# Worldwide Delivery
Worldwide Delivery är det svenska skabandet Liberators andra fullängdsalbum, utgivet 1998 på Burning Heart Records. Det gavs även ut av Epitaph Records i USA.

## Låtlista
1. "Back in Standard Gravity" - 2:49
2. "Mr. Wright" - 2:10
3. "Sinking" - 3:34
4. "Christina" - 2:54
5. "Wrong Side of Town" - 3:34
6. "Kick de Bucket" - 2:48
7. "Dance If You Want To" - 4:33
8. "Your Way" - 1:56
9. "Motor Animal" - 2:29
10. "Will There Be Someone" - 5:01
11. "Angel of Death" - 5:00
12. "Hot Pot" - 1:59
13. "Crying" - 3:09
14. "Thunder and Lightning" - 5:33

## Medverkande
- Robert Ylipää - sång
- Johan Holmberg - trummor
- Rodrigo López - bas
- Daniel Mattisson - gitarr
- Erik Wesser - keyboard
- Peter Andersson - trombon
- Andreas Sjögren - saxofon

## Singlar från albumet
- Kick de Bucket

1. "Kick de Bucket"
2. "Teethy BJ"
3. "Does Your Mother Know"

- Christina

1. "Christina" (singelversionen, med en extra vers)
2. "Good Old Days (Were Bad)"
3. "There Will Be Someone"
4. "Christina" - (albumversionen)